# Pectolita
La pectolita és un mineral de la classe dels silicats. Va ser descrita per primera vegada l'any 1828, i rep el seu nom del grec pektos (coagulat) i lithos (pedra). Pertany al grup wol·lastonita de minerals.

## Característiques
Químicament és un silicat de calci i sodi. És l'equivalent amb calci de la sérandita, amb la qual forma una sèrie de solució sòlida. Cristal·litza en el sistema triclínic, formant normalment cristalls tabulars en forma d'agulles. Aquestes agulles afilades de la pectolita penetren fàcilment en la pell, on una vegada incrustades són invisibles i trencadisses, pel que són difícils d'eliminar causant dolor. Aquest mineral s'ha de manipular amb cura i no fregar-se mai les mans, esbandint-les en aigua corrent forta abans de manipular qualsevol altra cosa, especialment aliments. La bellesa d'alguns exemplars aciculars radiats el fa ser d'interès per als col·leccionistes.

## Formació i jaciments

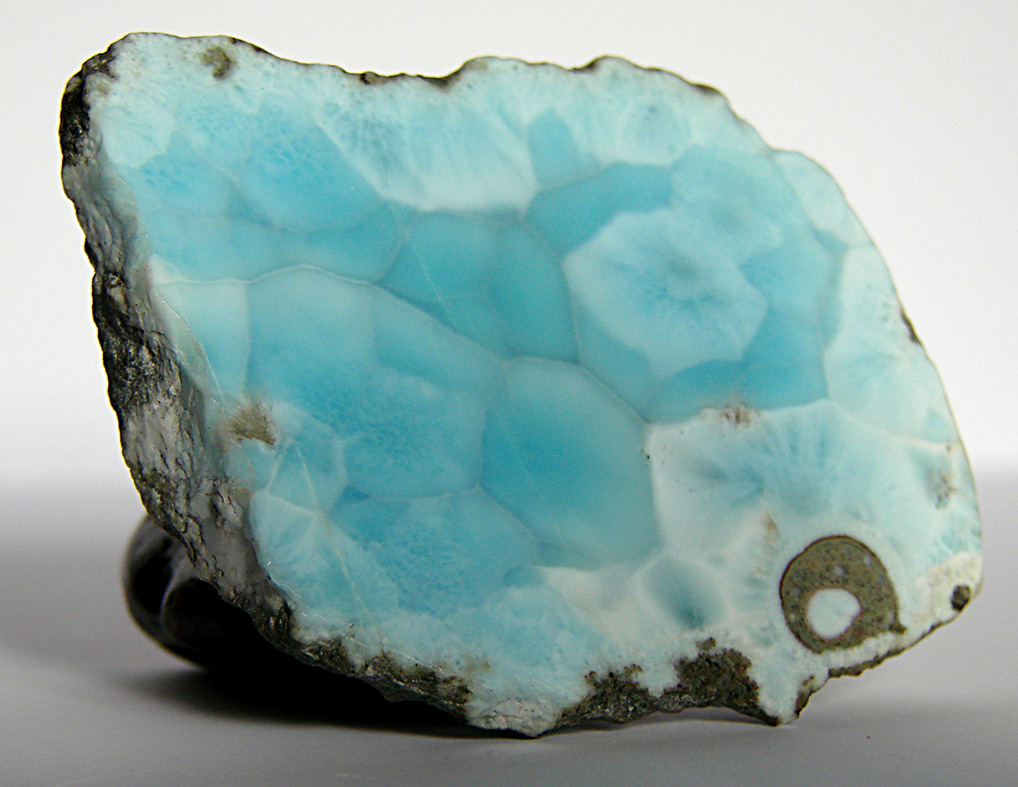
Larimar, varietat de pectolita

La pectolita és un mineral primari en les sienites nefelíniques. També apareix com a mineral secundari per metamorfisme hidrotermal en les cavitats de basalts i diabases. Pot trobar-se en serpentinites i peridotites. En aquestes roques apareix associada a altres minerals com zeolites, prehnita, calcita, datolita i serpentina.

## Varietats
Es coneixen dues varietats de pectolita:
- Larimar: un nom comercial d'un pectolita massiva blavosa que es troba a la República Dominicana i explotada com a gemma.[4]
- Schizolita: una varietat amb manganès.[5]